# Grewia inmac
Grewia inmac là một loài thực vật có hoa trong họ Cẩm quỳ. Loài này được Guillaumin mô tả khoa học đầu tiên năm 1931.